# Susnyjos II
Susnyjos II (inna pisownia Susenyos, lub Sissinios, gyyz; ሱስንዮስ) - (ur. 1746 - zm. około 1771) – cesarz Etiopii od września do grudnia 1770. Jego imię z chrztu brzmiało Uelde Gijorgis. Według pogłosek był synem z nieprawego łoża byłego cesarza Jozue II Kuareńczyka, ale najprawdopodobniej wieści te były rozsiewane przez jego popleczników w celu uprawomocnienia jego władzy. Szkocki podróżnik James Bruce, który w czasie jego rządów przebywał w Gondarze, określił Sysnyjosa jako pijaka, brutala i rozpustnika.

## Początek panowania
Piątego czerwca 1770 ras Mikael Syul został zmuszony opuścić Gonder, wraz z cesarze Tekle Hajmanotem II, aby słumić bunty w prowincji Tigraj. Korzystając z okazji, przeciwni im wodzowie wojenni - Goszu i Uand Beuessen weszli do stolicy 10 czerwca tego samego roku. Następnie próbowali przekonać byłą cesarzową Myntyuab, aby dołączyła do nich, ale próby te zakończyły się niepowodzeniem. Obydwaj czekali na wojska Fasila z Damot, który zgodnie z obietnicą miał ich wesprzeć. Po dołączeniu Fasila, Goszu i Beuessen opuścili Gondar 27 czerwca. Na początku września zwołano radę w celu wybrania nowego cesarza. Ras Sanuda forsował na to stanowisko Uelde Gijorgisa. Został on cesarzem jako Susnyjos II. Nowy "władca" (w rzeczywistości był cesarzem marionetkowym) udawał, że zbiera armię gotową na starcie z rasem Mikaelem, ale w rzeczywistości jedynym dostojnikiem mogącym zebrać silną armię był Fasil, który ociągał się z ponownym przybyciem do Gonderu, co w końcu uczynił drugiego listopada 1770. Przyprowadził on se sobą 400 konnych i 600 piechoty. Po dotarciu Fasila, Susnyjos uczynił go trzecią osobą w państwie, co z kolei osłabiło lojalnego dotąd Susnyjosowi rasa Sanudę. To doprowadziło do dalszych sporów między Sanudą, a Fasilem. Pomimo prób zaprowadzenia pokoju między nimi przez abunę Jasaba III, 26 listopada Fasil ogłosił poparcie cesarzowi Tekle Hajmanotowi, opuścił Gondar i udał się do Dengel Beru.

## Koniec rządów
Piętnastego grudnia 1770 ras Mikael Syul przeszedł rzekę Tekeze i zaczął się zbliżać do stolicy. Ras Sanuda ogłosił wierność Syulowi, który wkroczył do stolicy 23 grudnia, przywrócił tron Tekle Hajmanotowi II i rozprawił się ze swoimi wrogami. Ukrzyżował abba Salamę, Germę Tsejona, oraz braci Ueragna. Susnyjos uciekł ze stolicy. Najpierw szukał schronienia u abuny Josaba w Emfraz, następnie udał się do prowincji Kuara. Według Jamesa Bruce'a tam właśnie żołnierze porzucili go nagiego. Pozostawili mu kawałek matariału, którym się mógł okryć i dobrego konia, po czym kazali mu jechać. W następnym roku, po trzech biwach pod Sarbakussą, Susnyjos wpadł w ręce Uanda Beuessena, który wysłał byłego cesarza, skutego łańcuchami na dwór Tekle Hajmanota, gdzie pewien czas służył w kuchni jako niewolnik. Po przyłapaniu go na kradzieży, skazano go na śmierć poprzez powieszenie.

## Relacja Jamesa Bruce'a
James Bruce miał jedno spotkanie z Susnyjosem. W nocy 5 grudnia 1770 Susnyjos i jego sprzymierzeńcy podczas pijatyki, opuścili pałac i splądrowali kilka prywatnych domów. W jednym z nich mieszkał Bruce. Jego rzeczy zostały skradzione, lub zniszczone, w tym teleskop, barometr, termometr, dokumenty i szkice rysunków. Rysunki zostały podarte, a następnie spalone. Następnego dnia Bruce'a wezwano do pałacu do Susnyjosa. Podróżnik tak opisał cesarza: 

Siedział na tronie z przymkniętymi oczyma, czerwonymi jak szkarłat po wczorajszej libacji. Musiał być najwyraźniej jeszcze pod wpływem alkoholu. Jego usta były pełne tytoniu. Spluwał śliną na bardzo daleką odległość, tak, że z ciężkim trudem wybrałem czyste miejsce, aby złożyć mu hołd.

 Susnyjos skarżył się, że Bruce nie dał mu żadnego prezentu. Człowiek, którego szkocki podróżnik zidentyfikował z rasem Sanudą, zwrócił uwagę cesarzowi na jego niewłaściwe zachowanie, tłumacząc, że Bruce jest przyjacielem całego ludu. W odpowiedzi Susnyjos miał zażartować: "Jesteś dziś na mnie bardzo zły tatusiu".